# Alloinay
Alloinay is een gemeente in het Franse departement Deux-Sèvres (regio Nouvelle-Aquitaine). De plaats maakt deel uit van het arrondissement Niort. Alloinay is op 1 januari 2017 ontstaan door de fusie van de gemeenten Les Alleuds en Gournay-Loizé. 
1. ↑  Populations de référence 2022.